# 石津祥介
石津 祥介（いしづ しょうすけ、1935年1月31日 - 2023年11月2日）は、日本のファッションデザイナー・ファッションディレクター。有限会社石津事務所、代表取締役。社団法人日本メンズファッション協会常任理事。公益財団法人日本ユニフォームセンター理事。ヴァンヂャケット創業者・石津謙介の長男。岡山県岡山市生まれ。

## 来歴
明治大学中退。桑沢デザイン研究所、セツ・モードセミナー卒業後、婦人画報社入社。創刊初期の「男の服飾」〜「MEN'S CLUB」編集部勤務。 1960年にヴァンヂャケット入社。その後、高度成長期のファッション界を席巻したヴァンヂャケット社創業者で父親の石津謙介の片腕として活躍。

## ブランド
- KEN COLLECTION
- KEN'S EYE